# Germanisch-Romanische Monatsschrift
Die Germanisch-Romanische Monatsschrift (GRM) ist eine literaturwissenschaftliche Fachzeitschrift mit komparatistischem Schwerpunkt.
Die von Heinrich Schröder begründete Publikation erscheint seit 1909. Nach dem Band 31 (1943) kam es kriegsbedingt zu einer mehrjährigen Unterbrechung, bevor 1950/51 der erste Band der Neuen Folge veröffentlicht wurde. Die Germanisch-Romanische Monatsschrift ist damit die älteste und auflagenstärkste komparatistische Fachzeitschrift im deutschen Verlagsraum und eine der ältesten Europas.
Die Zeitschrift wird in vierteljährlich erscheinenden Heften vom Universitätsverlag Winter in Heidelberg veröffentlicht. Ein Jahrgang umfasst derzeit durchschnittlich 480 Seiten. Der Inhalt der Hefte gliedert sich in der Regel in (Haupt-)Beiträge, kleinere Beiträge und Besprechungen von Neuerscheinungen. Dabei deckt die Auswahl der wissenschaftlichen Texte die Zeit seit dem europäischen Mittelalter bis in die Gegenwart ab. Gemäß ihrem Titel behandelt die Germanisch-Romanische Monatsschrift ‘germanische’ Philologien (also deutsche, englische und amerikanische Literaturen) und die verschiedenen Literaturen der Romania (also französische, italienische, spanische und portugiesische Texte). In den vergangenen Jahren haben im Rahmen der postcolonial studies auch die kolonialen und postkolonialen Literaturen des Englischen und Spanischen verstärkt Berücksichtigung gefunden. Die Publikationssprachen sind Deutsch, Englisch und Französisch. Zu den Herausgebern nach der Neugründung 1950 zählten Franz Rolf Schröder, Heinz Otto Burger, Conrad Wiedemann und Renate Stauf.
Verantwortlicher Hauptherausgeber ist seit Januar 2021 der Literaturwissenschaftler Cord-Friedrich Berghahn (Technische Universität Braunschweig), der die Zeitschrift gemeinsam mit Bernhard Huß (Freie Universität Berlin), Ansgar Nünning (Justus-Liebig-Universität Gießen), Cornelia Ortlieb (Freie Universität Berlin) und Regina Toepfer (Julius-Maximilians-Universität Würzburg) leitet. 2009 wurde im 101. Jahr der Zeitschrift ein international besetzter wissenschaftlicher Beirat gebildet und das Auswahlverfahren der abgedruckten Texte auf das Peer-Review-Verfahren umgestellt.
Seit 1979 erscheinen in einer eigenen Reihe die „Beihefte zur GRM“ mit monographischem Charakter. Hier werden ausgewählte Dissertations- und Habilitationsschriften sowie Tagungsbände aus dem Spektrum der amerikanistischen, anglistischen, germanistischen und romanistischen Literatur- und Kulturwissenschaften publiziert.